# Province d'Utcubamba
La province d'Utcubamba (en espagnol : Provincia de Utcubamba) est l'une des sept provinces de la région d'Amazonas, au Pérou. Son chef-lieu est la ville de Bagua Grande.

## Géographie
La province couvre une superficie de 3 859,93 km2. Elle est limitée au nord par la province de Bagua et la province de Condorcanqui, à l'est par la province de Bongará, au sud par la province de Luya et à l'ouest par la région de Cajamarca.

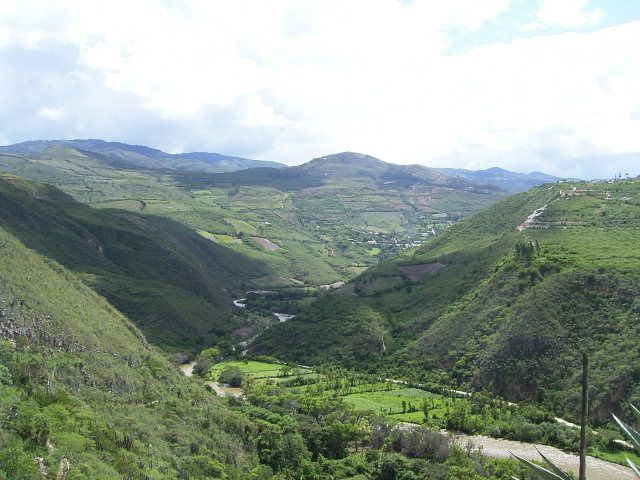
Vallée de la rivière Utcubamba

## Population
La population de la province s'élevait à 118 367 habitants en 2005.

## Subdivisions
La province est divisée en sept districts :
- Bagua Grande
- Cajaruro
- Cumba
- El Milagro
- Jamalca
- Lonya Grande
- Yamón